# Nehbandan (Verwaltungsbezirk)
Nehbandan (persisch شهرستان نهبندان) ist ein Schahrestan in der Provinz Süd-Chorasan im Iran. Er enthält die Stadt Nehbandan, welche die Hauptstadt des Verwaltungsbezirks ist.

## Demografie
Bei der Volkszählung 2016 betrug die Einwohnerzahl des Schahrestan 51.449. Die Alphabetisierung lag bei 80 Prozent der Bevölkerung. Knapp 42 Prozent der Bevölkerung lebten in urbanen Regionen.
| Zensusjahr | Einwohnerzahl |
| ---------- | ------------- |
| 2011       | 57.258        |
| 2016       | 51.449        |